# Roma moderna
Roma moderna: un secolo di storia urbanistica, en español Roma moderna. Un siglo de historia urbanística, es un libro escrito por Italo Insolera sobre la historia urbana de Roma, capital de los Estados Pontificios, del Reino de Italia y finalmente de la República Italiana. El libro fue publicado por primera vez en 1962 y reeditado varias veces entre 1962 y 2001, siendo finalmente republicado en 2011 (un año antes de la muerte del autor) con el título Roma moderna. Da Napoleone I al XXI secolo (Roma moderna. Desde Napoleón I hasta el siglo XXI ), en una edición revisada y ampliada que abarca dos siglos (desde 1811 hasta 2011).
Insolera considera las primeras leyes modernas en la historia urbanística de Roma los dos decretos que firmó Napoleón Bonaparte en 1811. A partir de ambos decretos, Roma moderna repasa los últimos años del gobierno papal y el entusiasmo despertado al establecer la nueva capital nacional en Roma y aborda sucesivamente: los logros de las últimas décadas del siglo XIX, a juicio de Insolera contradictorios; los años difíciles al finalizar la I Guerra Mundial; la política urbanística del período fascista, según él absurda; el renacimiento cultural, las esperanzas y los proyectos del período inmediatamente posterior a la II Guerra Mundial; y finalmente, la compleja situación, que Insolera califica como preocupante, de las décadas más recientes.
Dentro de ese ámbito, el libro reconstruye la historia de una ciudad todavía en búsqueda de su propia fisonomía urbanística.

## Ediciones principales
- Italo Insolera, Roma moderna: un secolo di storia urbanistica, Turín, colección Piccola Biblioteca Einaudi, Giulio Einaudi Editore, 279 páginas, veinte capítulos, 1962.
- Italo Insolera, Roma moderna. Un secolo di storia urbanistica. 1870-1970, colección Piccola Biblioteca Einaudi, Giulio Einaudi Editore, 345 páginas, veinticuatro capítulos, 2001. ISBN 88-06-15931-3
- Italo Insolera, Paolo Berdini (colaborador), Roma moderna. Da Napoleone I al XXI secolo, colección Piccola Biblioteca Einaudi, Giulio Einaudi Editore, 403 páginas, treinta capítulos, 2011. ISBN 978-88-06-20876-9
- Italo Insolera, Modern Rome: From Napoleon to the Twenty-First Century, editores Lucia Bozzola, Roberto Einaudi, Marco Zumaglini (primera edición inglesa paperback; basada en la edición de 2011), Cambridge Scholars Publishing, 508 páginas, 2021. ISBN 978-1-5275-4795-7. La edición hardback de 2018 ha obtenido el premio Gerd Albers Mejor Libro 2019 de la asociación ISOCARP.[2]